# Frankenfeld
Frankenfeld è un comune di 555 abitanti della Bassa Sassonia, in Germania.
Appartiene al circondario dell'Heide (targa HK) ed è parte della comunità amministrativa (Samtgemeinde) di Rethem (Aller).
Il territorio comunale comprende anche le frazioni di Bosse ed Hedern.